# Sus (Maroko)

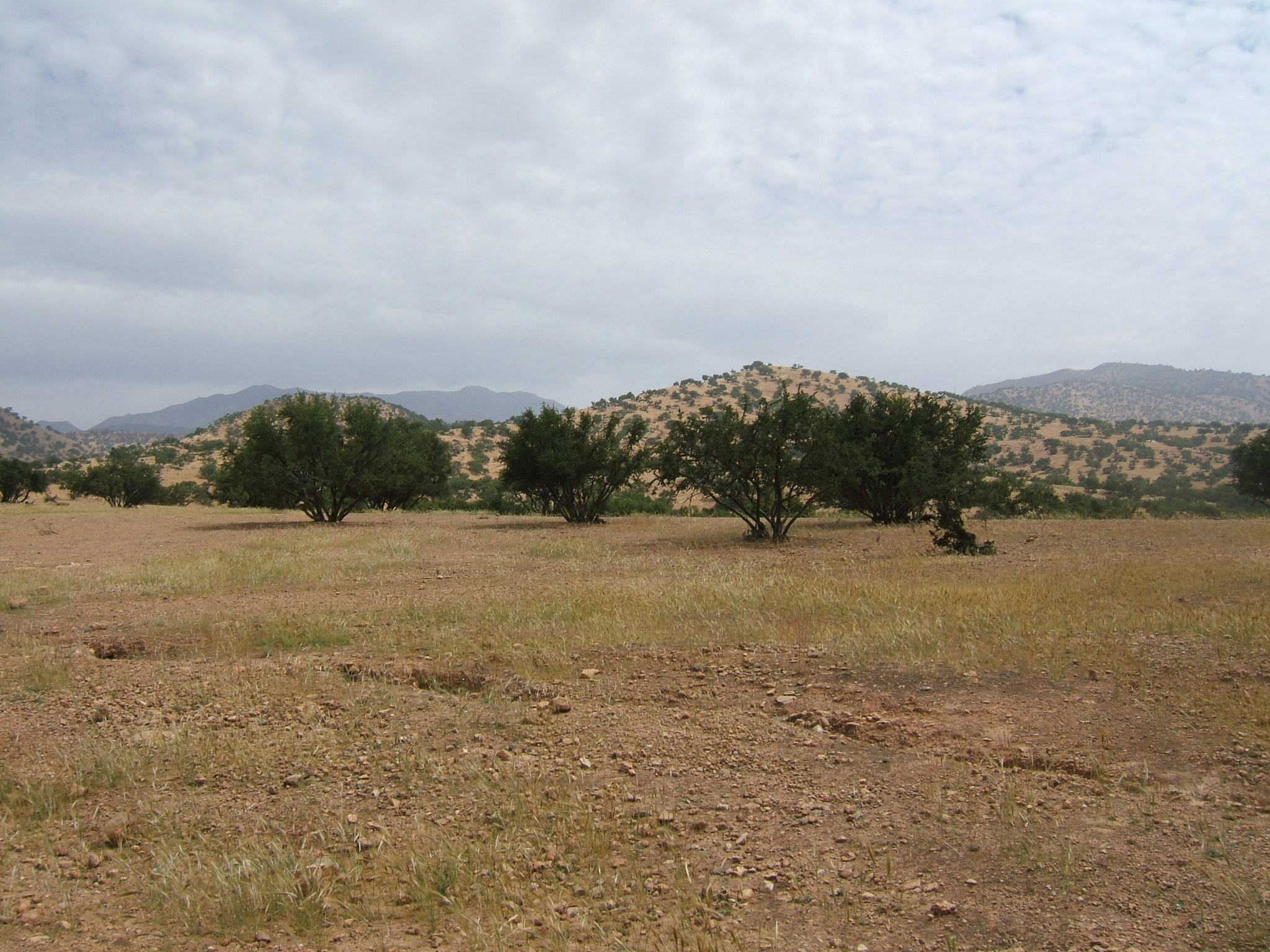
Drzewa arganowe w regionie Sus

Sus (arab. ‏بلاد السوس‎ = Bilad as-Sus, berb. tamazirt n Sus, fr. Souss) − region w południowym Maroku, zamieszkany głównie przez Berberów. Geologicznie jest to dolina aluwialna Wadi Sus, oddzielona od Sahary pasmem Antyatlasu. Naturalną roślinność stanowi sawanna, zdominowana przez endemiczne dla tego regionu drzewa arganowe. Dla ochrony tego habitatu w 1998 roku na części regionu Sus utworzono Rezerwat Biosfery Arganeraie (fr. Réserve de Biosphère de l'Arganeraie). 
Region Sus – obfitujący w zasoby wodne – jest jednym z najżyźniejszych regionów w Maroku i od stuleci wykorzystywany jest pod uprawę. Co najmniej od XI wieku znany był z uprawy i eksportu trzciny cukrowej. 
Złoty wiek Sus przypada na XVII stulecie, kiedy istniało tu królestwo Tazarwalt, cieszące się autonomią w ramach sułtanatu Maroka i profitujące zarówno z transsaharyjskiego handlu złotem, jak też ze sprzedaży cukru portugalskim, holenderskim i angielskim kupcom. Ośrodkiem zagranicznego handlu był w tym czasie Agadir, położony 10 kilometrów na północ od ujścia Wadi Sus.